# Großer Wartberg (Ruhla)
Der Große Wartberg ist ein markanter, 567,7 m hoher Berg im Osten der Stadt Ruhla im Wartburgkreis in Thüringen.
Der vollständig bewaldete Große Wartberg befindet sich unmittelbar südlich der Gemeinde Seebach. Am Fuß des Berges verlief die frühere Landesgrenze zwischen dem Herzogtum Sachsen-Gotha und dem zum Großherzogtum Sachsen-Weimar-Eisenach gehörenden Ort Seebach.
Der Nebengipfel Kleiner Wartberg (⊙ 553,6 m) befindet sich westlich vom Hauptgipfel und ist als kegelförmige Kuppe zu erkennen, an der Westflanke kann man den Aussichtspunkt „Dicelstein“ auf einem Felsen erklimmen.
In Gipfelnähe befindet sich am Nordhang vom Großen Wartberg eine geheimnisvolle Höhle, die mit der Anwesenheit der Venetianer in Verbindung gebracht wird, sie ist als Backofenloch bekannt.
Der Wartberg wurde im 18. und 19. Jahrhundert – wohl durch einen typographischen Fehler in verschiedenen Karten auch „Martberg“ geschrieben.